# Fonds-Verrettes
Fonds-Verrettes, in creolo haitiano Fonvèrèt, è un comune di Haiti facente parte dell'arrondissement di Croix-des-Bouquets nel dipartimento dell'Ovest.